# Nissan Altima (singolo)
Nissan Altima è un singolo della rapper statunitense Doechii, pubblicato il 31 luglio 2024 come primo estratto dal terzo mixtape Alligator Bites Never Heal.
Il brano ha ricevuto una candidatura alla 60ª edizione dei Grammy Awards nella categoria miglior interpretazione rap.

## Descrizione e testo
Nel brano, Doechii si esibisce con un ritmo rapido e incalzante. Il testo ruota attorno alla sua sicurezza e al suo dominio nelle relazioni sessuali, con un'enfasi sulla sua bisessualità. Nel brano, infatti, la rapper canta versi quali: Cunnilingus, Dalai Lama / Doechii è più cool di un ventilatore, ma diventa più calda di una sauna / Facciamo un viaggio in Giappone e le faccio uno tsunami alla vagina / La porto a cena, Benihana / Sono la nuova Madonna dell'hip-hop / Sono la nuova Madonna dell'hip-hop, sono la Grace Jones della trap / Non so di che cavolo di crack si fanno / Sono come Carrie Bradshaw con un busto ortopedico / Vi porto sulle spalle da fin troppo tempo.

## Accoglienza
Lily Goldberg di Pitchfork ha recensito il brano scrivendo: "Il calore domina in Nissan Altima, un pezzo di spicco ricco di carattere e irriverenza".
Andy Kellman di AllMusic ha scritto: "Il suo controllo del microfono e il gioco di parole sono al massimo livello in Nissan Altima, un brano veloce e potente in cui la cosiddetta 'Grace Jones della trap' alterna motivazione e intimidazione con versi aggressivi, includendo con nonchalance il fatto di aver sostituito un uomo con una donna".

## Video musicale
Un video di accompagnamento per Nissan Altima è stato caricato su YouTube contestualmente alla pubblicazione del brano, ed è stato diretto da James Mackel. Nel video Doechii viene vista girare a bordo di una Nissan Altima  insieme ai rapper Jay Rock, Ab-Soul e Isaiah Rashad. L’auto viene poi agganciata da un rimorchio, ma loro restano accanto ad essa sul pianale del carro attrezzi mentre Doechii continua a rappare.

## Classifiche
| Classifica (2024) | Posizione massima |
| ----------------- | ----------------- |
| Canada            | 79                |
| Irlanda           | 77                |
| Regno Unito       | 66                |
| Stati Uniti       | 73                |

## Riconoscimenti
- Grammy Awards[12]
  - 2025 – Candidatura alla miglior interpretazione rap